# Smučišče Kanin-Sella Nevea
Kanin-Sella Nevea je skupno slovensko-italijansko smučišče, ki leži na pobočju Kanina in prelaza Nevejsko sedlo ob slovensko-italijanski meji. Najbližje večje slovensko naselje je Bovec, na italijanski strani sta to Trbiž in Kluže.
Slovenski del smučišča je zaradi prepovedi obratovanja krožno kabinske žičnice do nadaljnega zaprt.
Smučišče ima skupaj 30 km smučarskih prog in 5 km sankaških prog. Je edino slovensko smučišče, ki se nahaja na več kot 2000 m nad morsko gladino.

## Druge dejavnosti
- Tek na smučeh (Log pod Mangartom, Letališče Bovec, Nevejsko sedlo)
- Sankanje (5 km) in pohodništvo

## Smučišča
| Ime             | Dolžina | Kategorija |
| Veliki graben   | 1050 m  |            |
| Skripi I        | 1400 m  |            |
| Skripi II       | 1000 m  |            |
| Skripi III      | 950 m   |            |
| Podi            | 1000 m  |            |
| Sedlo           | 400 m   |            |
| Prevala         | 1700 m  |            |
| Prevala         | 1200 m  |            |
| Rifugio CAI 1   | 450 m   |            |
| Rifugio CAI 2   | 450 m   |            |
| Gilberti        | 350 m   |            |
| Canin           | 2500 m  |            |
| Canin Turistica | 3000 m  |            |
| Azzura 1        | 300 m   |            |
| Azzura 2        | 250 m   |            |
| Rossa           | 750 m   |            |
| Rossa turistica | 1000 m  |            |
| Campo Scuola    | 180 m   |            |
| Slalom          | 1800 m  |            |